# Julio García (football, 1981)
Pour les articles homonymes, voir Julio García (homonymie) et García.
Julio César García Mezones, né le 16 juin 1981 à Piura au Pérou, est un footballeur international péruvien. Il évoluait au poste de milieu de terrain.

## Biographie

### Carrière

#### En club
Surnommé El pincel (« le pinceau »), Julio García commence sa carrière en 1999 au Juan Aurich. Après de brefs passages par l'Alianza Lima et l'Unión Minas au début des années 2000, il recale au Cienciano del Cusco en 2002. Il y devient un joueur majeur et remporte notamment la Copa Sudamericana 2003 sous les ordres de Freddy Ternero. Il rejouera pour le Cienciano entre 2005 et 2008, puis de 2009 à 2012. Avec le club cusquénien, il joue 23 matchs de Copa Libertadores (un but inscrit) et 13 rencontres de Copa Sudamericana,.
Entretemps, il s'expatrie à deux reprises, d'abord au Mexique – au Monarcas Morelia – en 2004, avant de poursuivre sa carrière en Chypre en jouant successivement pour l'AEL Limassol et l'Énosis Néon Paralímni, en 2008 et 2009, respectivement.

#### En équipe nationale
International péruvien dans les années 2000, Julio García reçoit 11 sélections entre 2003 et 2007. Il prend part notamment à la Copa América 2004 organisée par le Pérou.

### Vie privée
En 2013, à la suite d'un accident de la route, Julio García se retrouve handicapé.

## Palmarès
Cienciano del Cusco
| - Copa Sudamericana (1) : - Vainqueur : 2003. |  | - Championnat du Pérou : - Vice-champion : 2005 et 2006. |